# Bottendorf (Burgwald)
Bottendorf ist ein Ortsteil der Gemeinde Burgwald im nordhessischen Landkreis Waldeck-Frankenberg.

## Geografische Lage

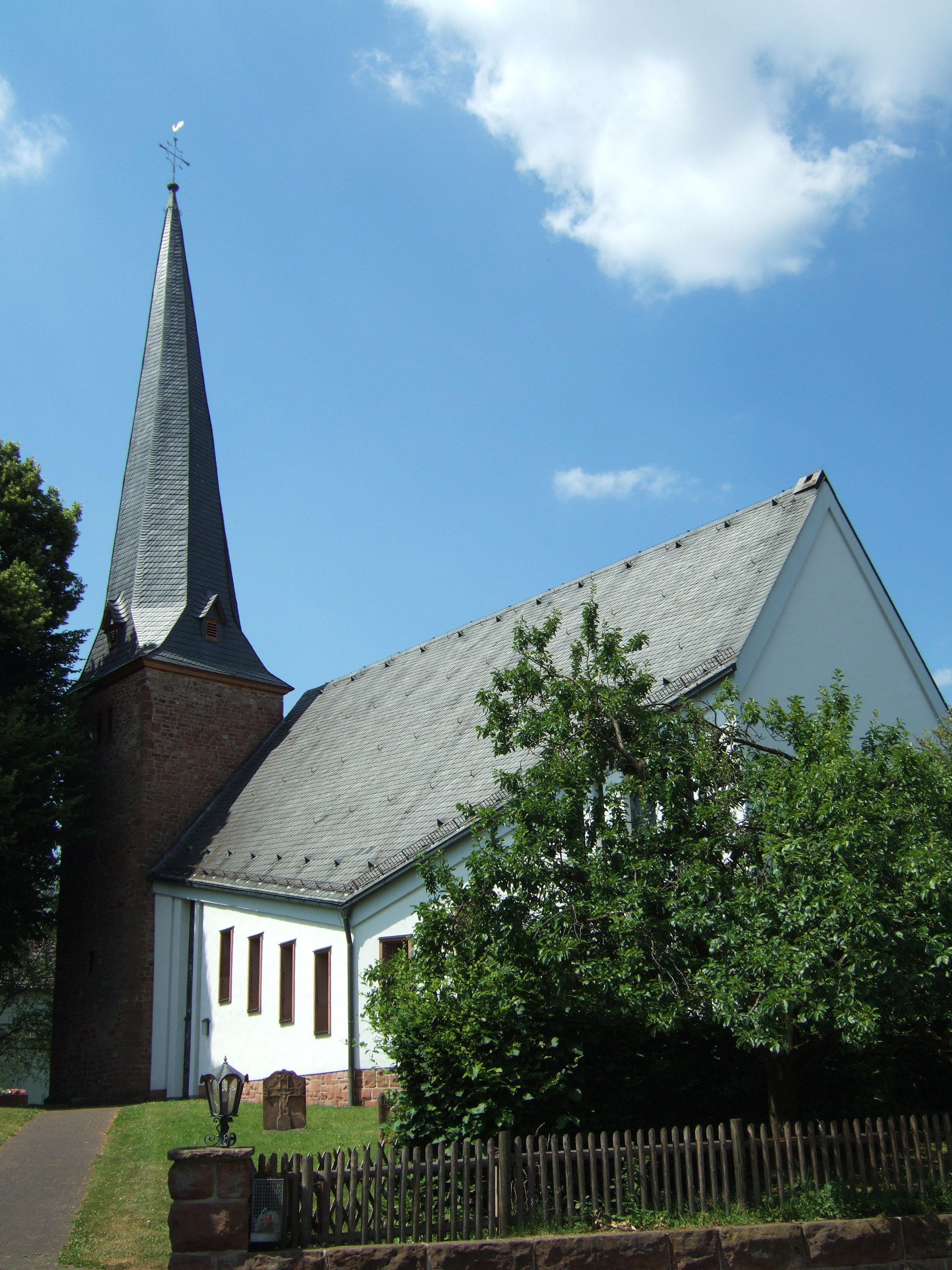
Evangelische Kirche

Bottendorf liegt im Landkreis Waldeck-Frankenberg, etwa 4 km südlich der ehemaligen Kreisstadt Frankenberg (Eder) und etwa 30 km nördlich der Universitätsstadt Marburg, am nordwestlichen Rand des Burgwaldes, des größten zusammenhängenden Waldgebietes in Hessen.
Durch Bottendorf fließt das Burgwald-Flüsschen Nemphe, das in Frankenberg in die Eder mündet.

## Geschichte

### Fränkische Wehrbauernsiedlung „Boppindorf“
Die ersten Ursprünge der Siedlung datieren auf die Jahre 725–775 n. Chr. In diesen Jahren gaben fränkische Könige im Nemphetal Wehrbauern Ackerland zur Besiedlung. Diese Wehrbauernsiedlungen dienten zur Sicherung der fränkischen Nordgrenze gegen die Westfalen, damals Teil Sachsens.
Die mittlere der sieben neuen Ansiedlungen stellte Bottendorf mit Meierhof, Kapelle und Pfarrei dar. Der Name Bottendorf leitet sich nach Ansicht einiger Historiker von dem Dorfgründer „Dorf des Boppo“ ab. Boppo war ein im Mittelalter weit verbreiteter Name. Die älteste bekannte Erwähnung findet sich im Jahr 1230 unter dem Namen Boppindorf in einer Urkunde des Klosters Haina.
Im Norden lagen Odersdorf (Dorf des Odrad=Der reichen Rat gibt), Wickersdorf (Dorf des Wighardt=Der im Kampf Starke) und Hadubrandsdorf (Hadu=Kampf und brandt=Schwert). Südlich, nempheaufwärts, lagen Wolkersdorf (Dorf des Volker=Herr des Volkes), Helmersdorf (Dorf des Helmholdt) und Nonnendorf, dessen Namensursprung vermutlich auf die später vom Stift Wetter dort gegründeten Nonnenhöfe zurückgeht. Um 1350 wurden, außer Wolkersdorf, die übrigen fränkischen Ansiedlungen aufgegeben und die Bewohner siedelten nach Bottendorf um.
Im Südosten, noch auf Bottendorfer Gemarkung liegt die Linnermühle (auch Linn(en)mühle genannt), die 1215 als Mühle des Klosters Haina urkundlich wird, heute ein Bauernhof. Getrennt durch den Bach Kaltes Wasser liegt der Turmhügelrest des Burgstalles Linne.

### Schloss und Domäne Wolkersdorf

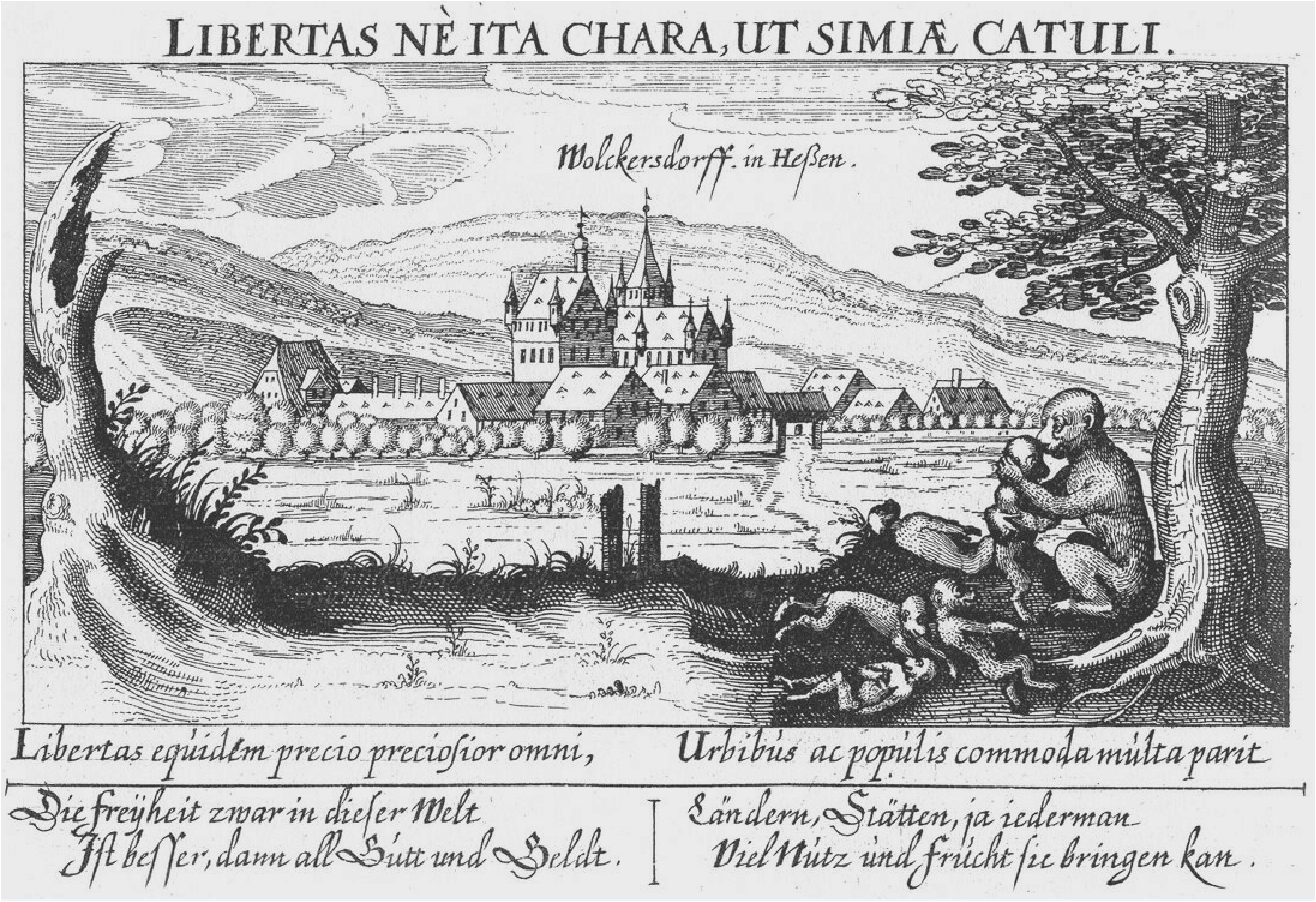
Schloss Wolkersdorf, 1625

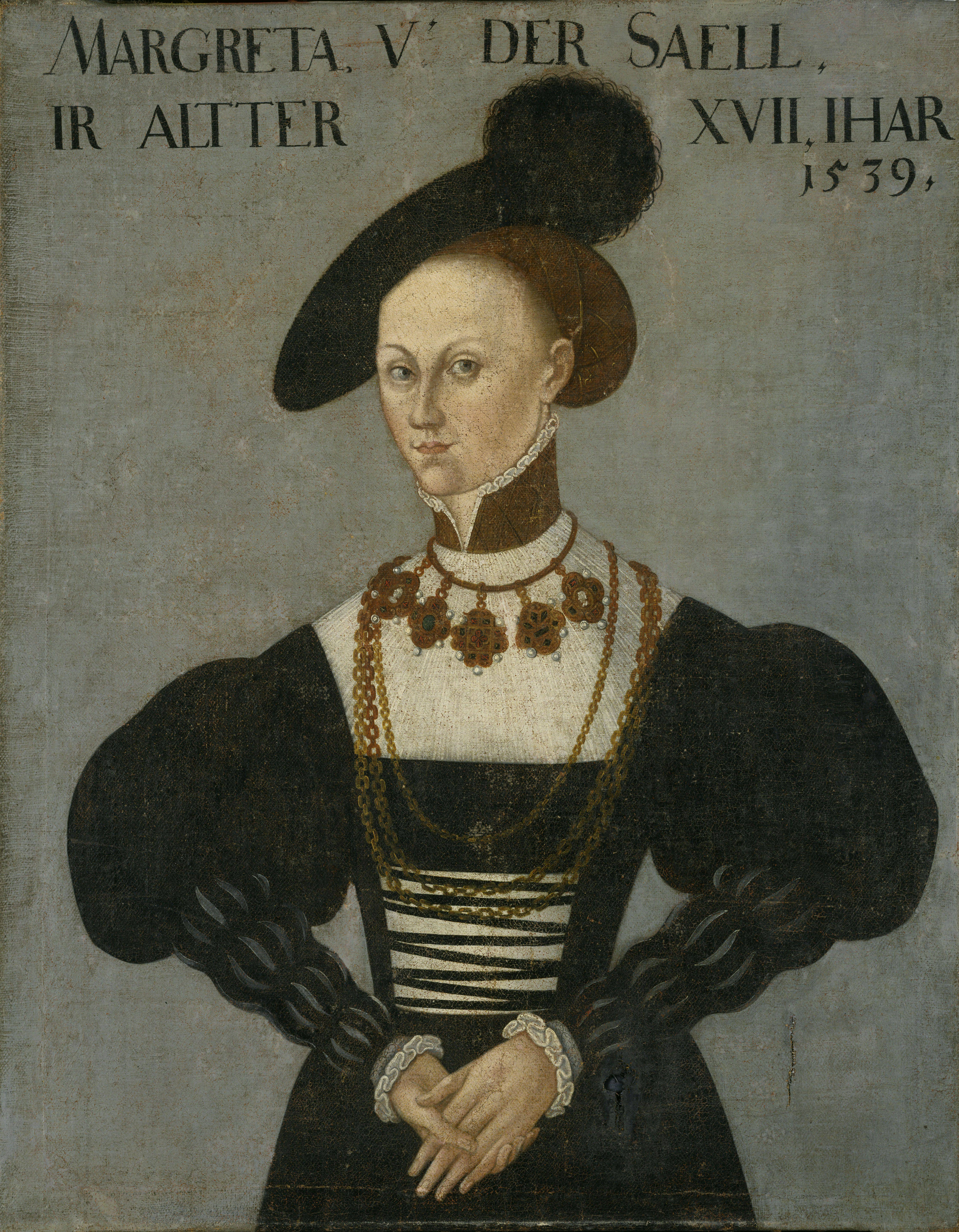
Margarethe von der Saale

Einen weiteren Ursprung des heutigen Bottendorfs bildet das 1250 von der Familie von Helfenberg südlich von Bottendorf gegründete Wolkersdorf. Der Mittelpunkt dieser Siedlung, die bald darauf um eine Kirche mit romanischem Wehrturm und romanischem Schiff erweitert wurde, war eine wassergeschützte Turmburg. Bereits 1260 bestand eine Pfarrei, die zum Dekanat Kesterburg (Christenberg) gehörte.
1414, nach dem Tod Rudolphs V. von Helfenberg, wurden die Landgrafen von Hessen alleinige Besitzer der Burg Wolkersdorf. 1479 begann Landgraf Heinrich III., „der Reiche“, mit dem fast vollständigen Neubau eines befestigten Jagdschlosses, das hauptsächlich zur Ausübung der landesherrlichen Vorrechtes der „Hohen Jagd“ dienen sollte. Es bestand aus der Kernburg mit zwei parallel angeordneten viergeschossigen Wohnflügeln und einer umlaufenden Mauer mit runden Ecktürmen. Eine Vorburg ergänzte das Ensemble. Architekt war der landgräfliche Hofbaumeister Hans Jakob von Ettlingen.
Geschichtlich bedeutend wurde das Jagdschloss Wolkersdorf durch die zweite Ehe des Landgrafen Philipp I. (genannt „der Großmütige“) im März 1540. Philipp versuchte, seine Bigamie, auf die er selbst die Todesstrafe ausgestellt hatte, vor der Öffentlichkeit geheim zu halten, indem er seine zweite Ehefrau Margarethe von der Saale zwei Jahre im Schloss Wolkersdorf versteckt hielt, wo sie ihren ersten gemeinsamen Sohn Philipp bekam.
Ihren Landbesitz fassten die Landgrafen zu einer Domäne zusammen. Die dort beschäftigten Tagelöhner, die teilweise polnischen Ursprungs waren, wurden in Bottendorf sesshaft.
In den Jahren von 1811 bis 1813 ließ Jérôme Bonaparte, Napoléon Bonapartes jüngster Bruder, der von 1806 bis 1813 als dessen Statthalter und König von Westphalen in Kassel residierte, das Schloss Wolkersdorf zum Abriss verkaufen. Heute erinnern nur noch Mauerreste und die Wolkersdorfer Teiche an die ehemalige Schlossanlage.

### Kriegsleiden
Im Sternerkrieg (1371–1373), im Dreißigjährigen Krieg (1618–1648) und erneut im Siebenjährigen Krieg (1756–1763) litten die Bewohner Bottendorfs wie des gesamten Frankenberger Lands unter den häufigen Durchzügen von Soldaten. Über die Einquartierungen, Requirierungen und Plünderungen der Jahre 1757 bis 1763 während des Siebenjährigen Kriegs berichtet in bemerkenswertem Detail die Chronik des Bottendorfer Landwirts Johann Daniel Geitz (1733–1802).

### Zusammenwachsen der beiden Ansiedlungen
Als 1912 die staatliche Domäne Wolkersdorf aufgelöst wurde, wurden Bottendorf und Wolkersdorf zum heutigen Bottendorf zusammengefasst. Die ansässigen Tagelöhner erhielten neues Bauland und die beiden Ansiedlungen wuchsen zusammen. In dieser Epoche bildete sich ein breit gefächerter Handwerkerstand.
Nach dem Zweiten Weltkrieg wuchs, nicht zuletzt durch die Ansiedlung von Menschen, die in den Wirren des Krieges ihre Heimat verloren hatten, Bottendorf zu seiner heutigen Größe.

### Hessische Gebietsreform (1970–1977)
Am 1. Januar 1974 wurde im Zuge der Gebietsreform in Hessen der bis dahin selbständige Gemeinde Bottendorf kraft Landesgesetz in die 1971 neu gegründete  Gemeinde Burgwald eingemeindet.
Für Bottendorf wurde, wie für die übrigen ehemals eigenständigen Gemeinden von Burgwald, ein Ortsbezirk mit Ortsbeirat und Ortsvorsteher nach der Hessischen Gemeindeordnung gebildet.

### Bevölkerung
Einwohnerentwicklung
Quelle: Historisches Ortslexikon
- 1577: 52 Hausgesesse
- 1747: 63 Haushaltungen

| Bottendorf: Einwohnerzahlen von 1834 bis 2016 | Bottendorf: Einwohnerzahlen von 1834 bis 2016 | Bottendorf: Einwohnerzahlen von 1834 bis 2016 | Bottendorf: Einwohnerzahlen von 1834 bis 2016 | Bottendorf: Einwohnerzahlen von 1834 bis 2016 |
| --- | --------------------------------------------- | --------------------------------------------- | --------------------------------------------- | --------------------------------------------- |
| Jahr |                                               |                                               |                                               | Einwohner                                     |
| 1834 | 1834                                          |                                               | 720                                           | 720                                           |
| 1840 | 1840                                          |                                               | 722                                           | 722                                           |
| 1846 | 1846                                          |                                               | 772                                           | 772                                           |
| 1852 | 1852                                          |                                               | 766                                           | 766                                           |
| 1858 | 1858                                          |                                               | 716                                           | 716                                           |
| 1864 | 1864                                          |                                               | 717                                           | 717                                           |
| 1871 | 1871                                          |                                               | 696                                           | 696                                           |
| 1875 | 1875                                          |                                               | 671                                           | 671                                           |
| 1885 | 1885                                          |                                               | 744                                           | 744                                           |
| 1895 | 1895                                          |                                               | 750                                           | 750                                           |
| 1905 | 1905                                          |                                               | 813                                           | 813                                           |
| 1910 | 1910                                          |                                               | 827                                           | 827                                           |
| 1925 | 1925                                          |                                               | 927                                           | 927                                           |
| 1939 | 1939                                          |                                               | 1.072                                         | 1.072                                         |
| 1946 | 1946                                          |                                               | 1.466                                         | 1.466                                         |
| 1950 | 1950                                          |                                               | 1.457                                         | 1.457                                         |
| 1956 | 1956                                          |                                               | 1.336                                         | 1.336                                         |
| 1961 | 1961                                          |                                               | 1.382                                         | 1.382                                         |
| 1967 | 1967                                          |                                               | 1.503                                         | 1.503                                         |
| 1980 | 1980                                          |                                               | ?                                             | ?                                             |
| 1990 | 1990                                          |                                               | ?                                             | ?                                             |
| 2000 | 2000                                          |                                               | ?                                             | ?                                             |
| 2011 | 2011                                          |                                               | 1.965                                         | 1.965                                         |
| 2016 | 2016                                          |                                               | 1.961                                         | 1.961                                         |
| Datenquelle: Historisches Gemeindeverzeichnis für Hessen: Die Bevölkerung der Gemeinden 1834 bis 1967. Wiesbaden: Hessisches Statistisches Landesamt, 1968. Weitere Quellen: Gemeinde Burgwald:; Zensus 2011 |                                               |                                               |                                               |                                               |

Religionszugehörigkeit
| • 1895: | 683 evangelische (= 100 %) Einwohner                               |
| • 1961: | 1305 evangelische (= 94,43 %), 64 katholische (= 4,63 %) Einwohner |

## Kultur

### Regelmäßige Veranstaltungen
Das alljährlich stattfindende Heimatfest, das auf dem großen Bottendorfer Festplatz stattfindet und in einem reichen Festzug gipfelt, wird abwechselnd von einem der örtlichen Vereine ausgerichtet.

### Der Spitzname „Worschte-Mäuler“
Viele Dörfer und Städte im Altkreis Frankenberg und deren Bewohner haben einen oder mehrere Spitznamen, die auf örtliche Besonderheiten anspielen und auch heute noch durchaus gebräuchlich sind.
Von den Bottendorfern spricht man im Allgemeinen als den „Worschte-Mäulern“. Wie Pfarrer Gustav Hammann im 1972 erschienenen Bottendorfer Brief Nr. 26 beschreibt, geht dieser Spitzname auf den unstillbaren Hunger der armen Bottendorfer Bevölkerung nach Wurst zurück. Größtenteils als Tagelöhner auf der nahe gelegenen Wolkersdorfer Domäne, als Knechte und Mägde in den umliegenden Bauerndörfern und im Holzwald beschäftigt, hatten die Bottendorfer daheim nur schmale Kost. Nur die wohlhabenderen Familien im Ort konnten es sich leisten, ein Schwein zu schlachten. So erklärt es sich, dass die Bottendorfer, wenn sie in der Fremde arbeiteten, immer zuerst nach der angebotenen Wurst griffen.
Es gibt eine Anekdote, nach der ein Gastwirt, nach dem Weg nach Bottendorf gefragt, antwortete: „Nach Bottendorf? Ganz einfach, Junge, immer den Worschteschalen nach!“
Obwohl der Spitzname auf die Armut der früheren Bewohner des Dorfes zurückgeht, tragen die Bottendorfer ihn heute nicht ohne einen gewissen Stolz. Man ist stolz auf die heimischen Wurstspezialitäten und jeder Bottendorfer wird behaupten, dass die nordhessische „Rote Wurst“ nirgends so gut wie in Bottendorf sei.

## Wirtschaft und Infrastruktur
In Bottendorf, dem nach Einwohnerzahl größten Ortsteil der Gemeinde Burgwald, befindet sich das hessische Forstamt Burgwald, das mehrere Revierförstereien betreut. Einige im Ort ansässige mittelständische Unternehmen, unter anderem des Holz- und Metallbaus und der Kunststofftechnik, bieten Arbeitsplätze in Bottendorf. Viele Bewohner arbeiten aber auch in den Industriebetrieben im nahe gelegenen Frankenberg (Eder) und in Allendorf (Eder) und Battenberg (Eder).
Bottendorf ist nach dem Regionalen Raumordnungsplan, auf Grund seiner guten Infrastruktur, als Kleinzentrum eingestuft.
Außerdem ist Bottendorf Sitz der Geschäftsstelle der Entwicklungsgruppe Region Burgwald.

## Persönlichkeiten
- Johann Daniel Geitz (* 16. Februar 1733 in Bottendorf; † 17. August 1802 ebenda), Landwirt und Verfasser der „Bottendorfer Chronik“ der Jahre 1757 bis 1763
- Georg Maus (* 5. Juni 1888 in Bottendorf; † 16. Februar 1945 in Hochstadt bei Lichtenfels), deutscher Pädagoge, Mitglied der Bekennenden Kirche und christlicher Widerstandskämpfer gegen den Nationalsozialismus
- Hans-Joachim Böcking (* 1956 in Bottendorf), Wirtschaftswissenschaftler